# Oostwaarts!
Oostwaarts! was een reportageserie van de VPRO die bestond uit zes afleveringen over de voormalige Oostbloklanden op de Balkan. De in Hongarije wonende schrijver en columnist Jaap Scholten beschreef aan de hand van interviews en zijn reis door de Balkan de postcommunistische situatie.

## Afleveringen
1. Noblesse oblige (21-11-2010)
2. Servië (28-11-2010)
3. Albanië (5-12-2010)
4. Roemenië - Sporen van Ceauşescu (12-12-2010)
5. Bulgarije - Emigranti (19-12-2010)
6. Montenegro - Russisch roulette (26-12-2010)